# 九度山
九度山（くどさん）は、 北海道名寄市に位置する標高673.6メートルの山である。

## 概要
名寄市字日進に位置する独立峰。かつてはアイヌ民族における「チノミシリ（ci-nomi-sir）」（われら・礼拝する・山）であったとされている。山は名寄ピヤシリスキー場として利用されている。
2009年、「ピㇼカノカ」（アイヌ語で、「美しい形」の意）の一つとして、石狩市の黄金山（ピンネタイオルシペ）とともに国の名勝に指定された。

### 名称の由来
アイヌ語に由来すると考えられており、山田秀三は「クトゥヌㇷ゚リ（kutu-nupri）」（崖・山）あるいは「クトゥンヌㇷ゚リ（kut-un-nupri）」（崖・ある・山）からと考察している。